# Pyramide d'Authon-Ébéon
Pour les articles homonymes, voir Authon et Authon-Ébéon.
La pyramide d'Authon-Ébéon est une tour pleine en pierre gallo-romaine, ou pile, située à Authon-Ébéon, au bord de la départementale D 129, en Charente-Maritime.
Les vestiges très dégradés de ce très probable monument funéraire sont protégés au titre des monuments historiques par la liste de 1840

## Localisation

Les piles funéraires de Charent-Maritime.

La tour se situe le long de la voie romaine reliant Saintes à Poitiers, à laquelle se superpose sensiblement la D 129 moderne. 
Une pile similaire, la tour de Pirelonge, située dans la commune de Saint-Romain-de-Benet sur un segment plus méridional de la même voie (de Saintes à Bordeaux), est mieux conservée ; la pile gallo-romaine de Chagnon, quelques kilomètres plus au nord d'Ébéon et toujours en bordure de la voie antique, a pour sa part totalement disparu.
L'implantation fréquent de ce type de monument, en bordure de voie pour des raisons de visibilité, a pu faire qu'elles ont servi ultérieurement de repère géographique, comme un élément marquant du paysage.

## Histoire
Le monument est aussi connu sous le nom de « fanal d’Ébéon ». Le terme dérive du latin fanum, « temple ». L'hypothèse a été émise d’une sorte de repère pour les voyageurs empruntant la voie romaine proche ou même d’un amer pour les navigateurs sur l’océan, toutes hypothèses également écartées. C'est plus probablement le monument funéraire d'un riche propriétaire local.
À une date indéterminée, le parement en grand appareil de la pile est presque intégralement récupéré, laissant à nu le noyau en blocage.
Le fanal fait l’objet d’une protection au titre des monuments historiques par la liste de 1840.
Depuis la fin des années 1930, des étais soutiennent la pile. En 2020, une association locale et des élus s'inquiètent de l'état du monument et de sa stabilité.

## Description
Au XXIe siècle, la pile se présente sous la forme d'un bloc plein de maçonnerie de 6 m de côté orienté selon les quatre points cardinaux et de 16 m de haut. La pile, sans doute revêtue d'un parement en grand appareil, pouvait être couronnée par une pyramide ou un cône,.
À l'origine, Le monument devait occuper le centre d'un enclos carré de 75 m de côté. 

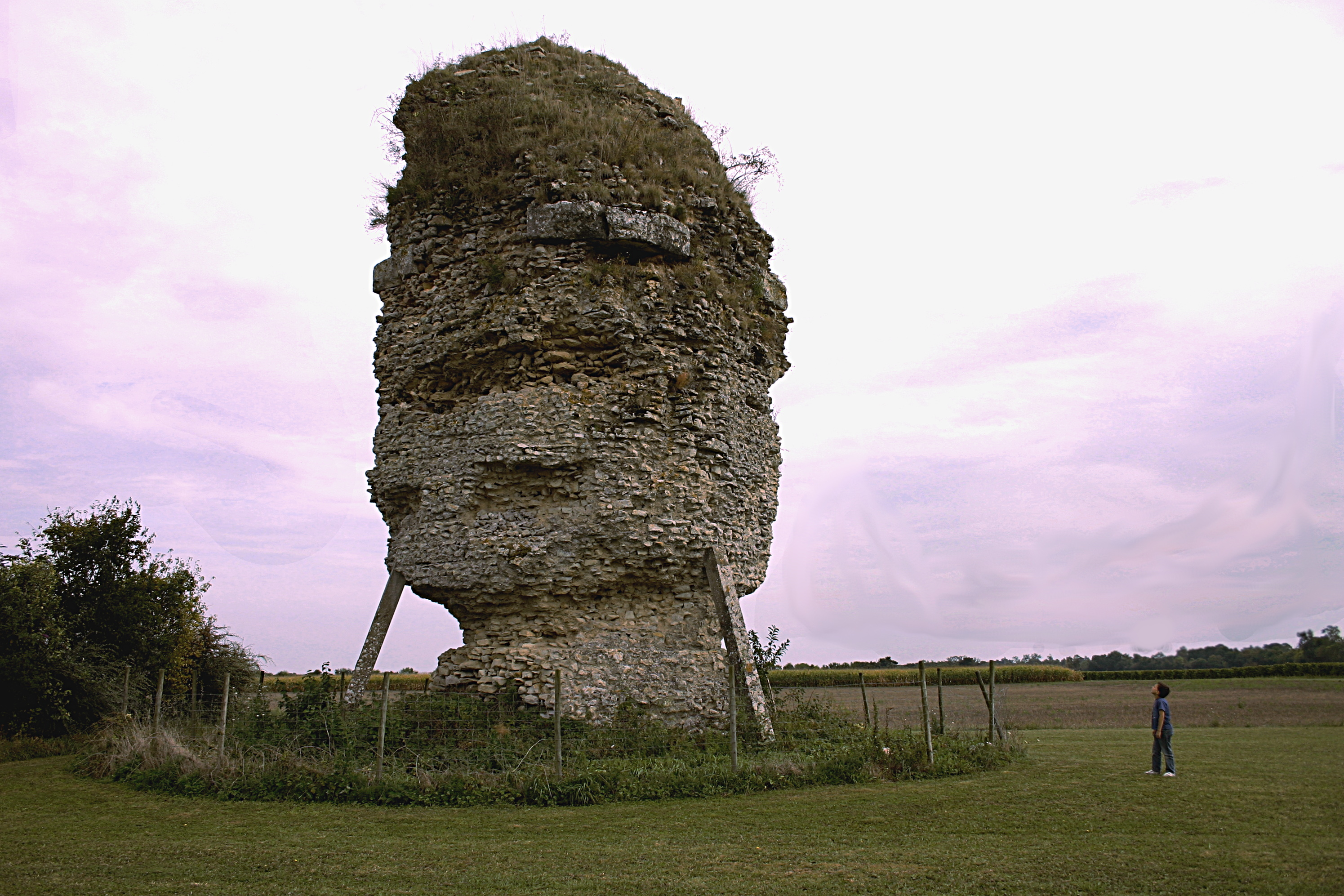
Vue générale côté sud.
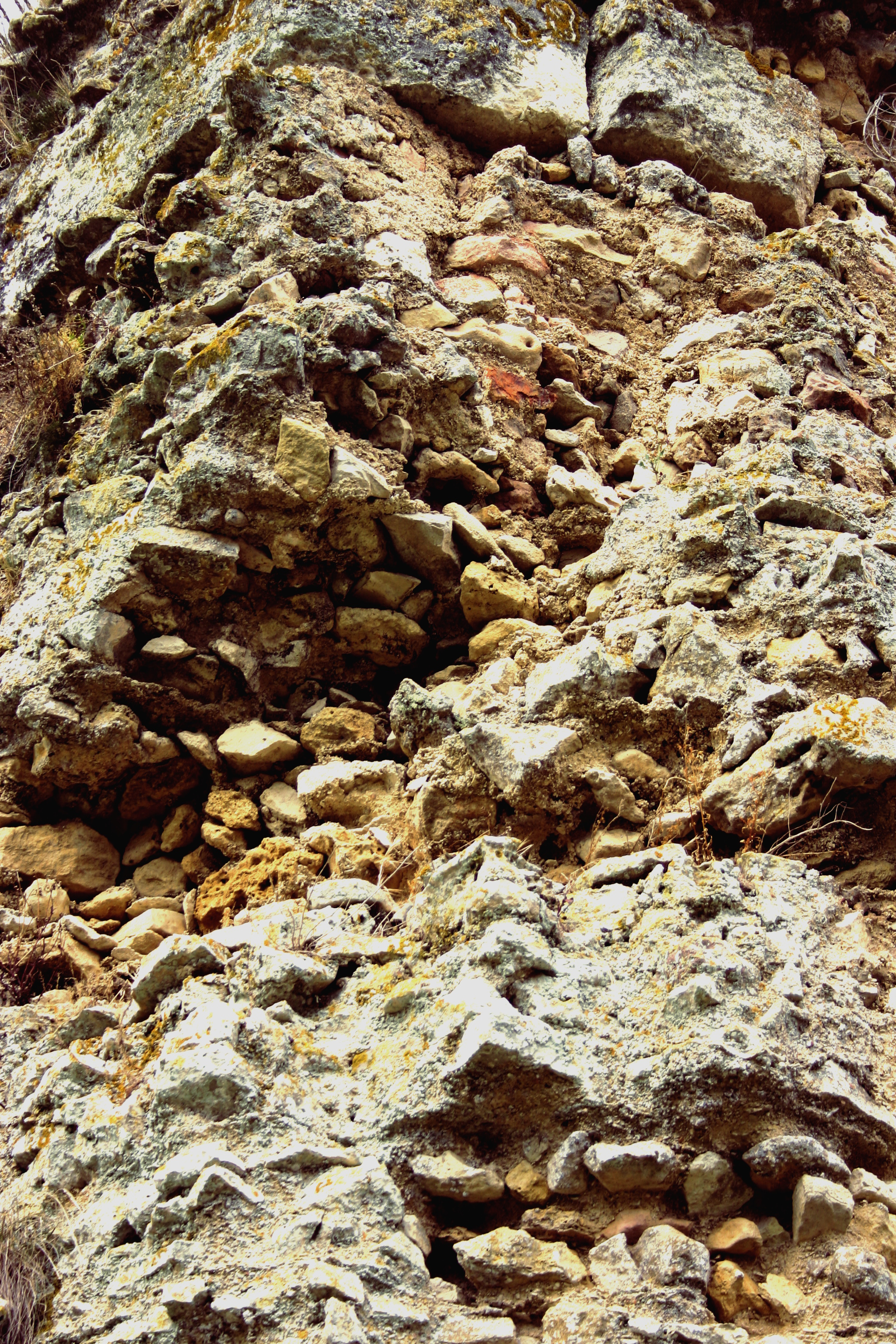
Détail de la maçonnerie.
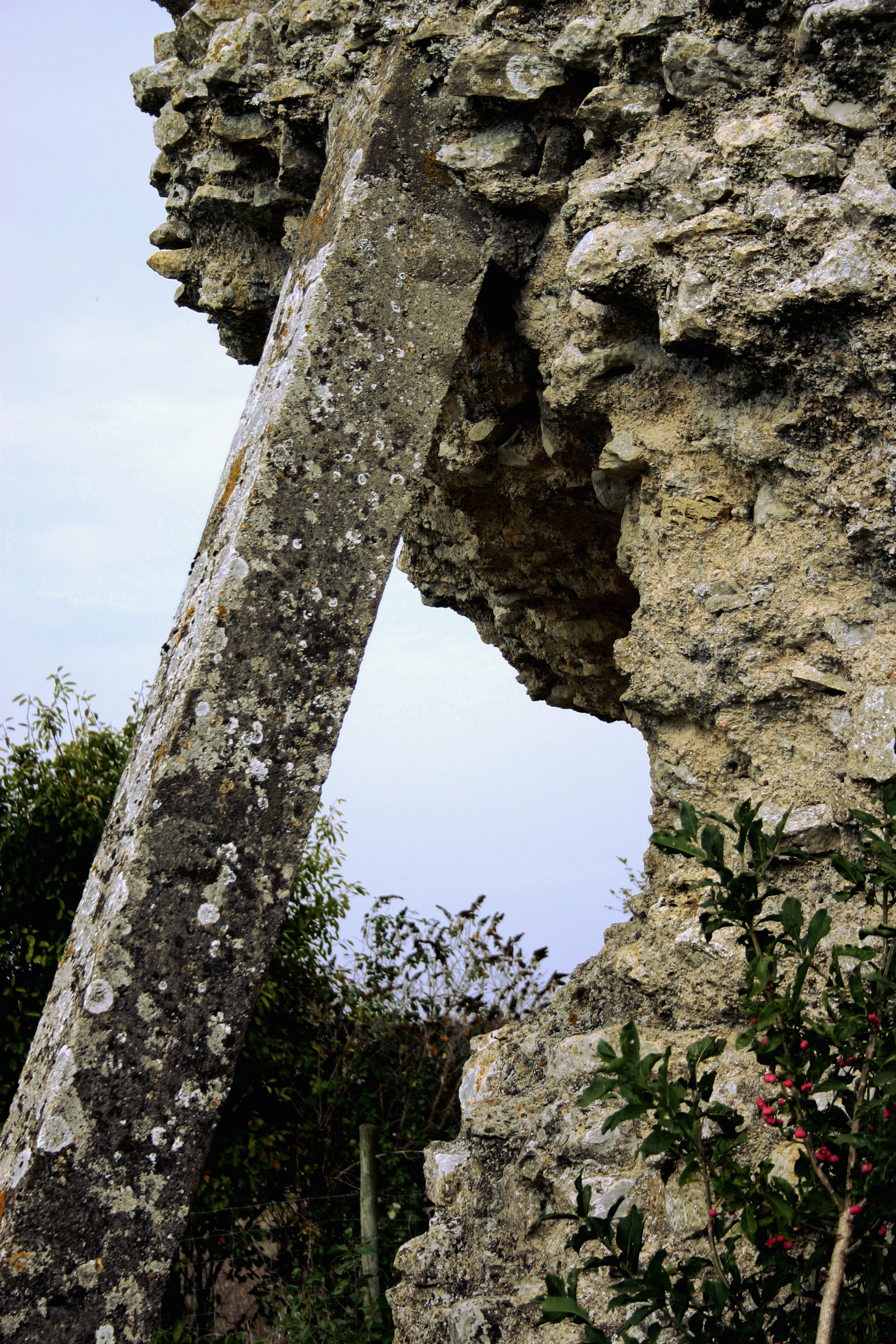
Pilier de soutènement.